# Mastigoteuthis grimaldii
Mastigoteuthis grimaldii är en bläckfiskart som först beskrevs av Louis Joubin 1895.  Mastigoteuthis grimaldii ingår i släktet Mastigoteuthis och familjen Mastigoteuthidae. Inga underarter finns listade i Catalogue of Life.

## Bildgalleri

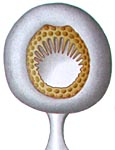
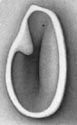
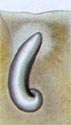